# Carlos Lampe
Carlos Emilio Lampe Porras (Santa Cruz de la Sierra, 17 marzo 1987) è un calciatore boliviano, portiere del Atl. Tucumán e della Nazionale boliviana.

## Carriera

### Nazionale
Viene convocato per la Copa América Centenario negli Stati Uniti.

## Statistiche

### Cronologia presenze e reti in nazionale
| Cronologia completa delle presenze e delle reti in nazionale ― Bolivia | Cronologia completa delle presenze e delle reti in nazionale ― Bolivia | Cronologia completa delle presenze e delle reti in nazionale ― Bolivia | Cronologia completa delle presenze e delle reti in nazionale ― Bolivia | Cronologia completa delle presenze e delle reti in nazionale ― Bolivia | Cronologia completa delle presenze e delle reti in nazionale ― Bolivia | Cronologia completa delle presenze e delle reti in nazionale ― Bolivia | Cronologia completa delle presenze e delle reti in nazionale ― Bolivia |
| Data                                                                   | Città                                                                  | In casa                                                                | Risultato                                                              | Ospiti                                                                 | Competizione                                                           | Reti                                                                   | Note                                                                   |
| ---------------------------------------------------------------------- | ---------------------------------------------------------------------- | ---------------------------------------------------------------------- | ---------------------------------------------------------------------- | ---------------------------------------------------------------------- | ---------------------------------------------------------------------- | ---------------------------------------------------------------------- | ---------------------------------------------------------------------- |
| 25-2-2010                                                              | San Francisco                                                          | Messico                                                                | 5 – 0                                                                  | Bolivia                                                                | Amichevole                                                             | -                                                                      | 65’                                                                    |
| 11-8-2010                                                              | La Paz                                                                 | Bolivia                                                                | 1 – 1                                                                  | Colombia                                                               | Amichevole                                                             | -                                                                      | 46’                                                                    |
| 6-10-2010                                                              | La Paz                                                                 | Bolivia                                                                | 1 – 3                                                                  | Venezuela                                                              | Amichevole                                                             | -3                                                                     | 46’                                                                    |
| 30-3-2016                                                              | Córdoba                                                                | Argentina                                                              | 2 – 0                                                                  | Bolivia                                                                | Qual. Mondiali 2018                                                    | -2                                                                     |                                                                        |
| 7-6-2016                                                               | Orlando                                                                | Panama                                                                 | 2 – 1                                                                  | Bolivia                                                                | Coppa America Centenario - 1º turno                                    | -2                                                                     | Cap.                                                                   |
| 10-6-2016                                                              | Foxborough                                                             | Cile                                                                   | 2 – 1                                                                  | Bolivia                                                                | Coppa America Centenario - 1º turno                                    | -2                                                                     |                                                                        |
| 14-6-2016                                                              | Seattle                                                                | Argentina                                                              | 3 – 0                                                                  | Bolivia                                                                | Coppa America Centenario - 1º turno                                    | -3                                                                     | Cap.                                                                   |
| 7-9-2016                                                               | Santiago del Cile                                                      | Cile                                                                   | 3 – 0                                                                  | Bolivia                                                                | Qual. Mondiali 2018                                                    | -3                                                                     | 81’                                                                    |
| 7-10-2016                                                              | Natal                                                                  | Brasile                                                                | 5 – 0                                                                  | Bolivia                                                                | Qual. Mondiali 2018                                                    | -5                                                                     |                                                                        |
| 11-10-2016                                                             | La Paz                                                                 | Bolivia                                                                | 2 – 2                                                                  | Ecuador                                                                | Qual. Mondiali 2018                                                    | -2                                                                     |                                                                        |
| 10-11-2016                                                             | Maturín                                                                | Venezuela                                                              | 5 – 0                                                                  | Bolivia                                                                | Qual. Mondiali 2018                                                    | -5                                                                     |                                                                        |
| 23-3-2017                                                              | Barranquilla                                                           | Colombia                                                               | 1 – 0                                                                  | Bolivia                                                                | Qual. Mondiali 2018                                                    | -1                                                                     |                                                                        |
| 28-3-2017                                                              | La Paz                                                                 | Bolivia                                                                | 2 – 0                                                                  | Argentina                                                              | Qual. Mondiali 2018                                                    | -                                                                      |                                                                        |
| 3-6-2017                                                               | Managua                                                                | Nicaragua                                                              | 0 – 1                                                                  | Bolivia                                                                | Amichevole                                                             | -                                                                      |                                                                        |
| 7-6-2017                                                               | La Paz                                                                 | Bolivia                                                                | 3 – 2                                                                  | Nicaragua                                                              | Amichevole                                                             | -2                                                                     |                                                                        |
| 1-9-2017                                                               | Lima                                                                   | Perù                                                                   | 2 – 1                                                                  | Bolivia                                                                | Qual. Mondiali 2018                                                    | -2                                                                     |                                                                        |
| 5-9-2017                                                               | La Paz                                                                 | Bolivia                                                                | 1 – 0                                                                  | Cile                                                                   | Qual. Mondiali 2018                                                    | -                                                                      |                                                                        |
| 6-10-2017                                                              | La Paz                                                                 | Bolivia                                                                | 0 – 0                                                                  | Brasile                                                                | Qual. Mondiali 2018                                                    | -                                                                      |                                                                        |
| 11-10-2017                                                             | Montevideo                                                             | Uruguay                                                                | 4 – 2                                                                  | Bolivia                                                                | Qual. Mondiali 2018                                                    | -4                                                                     |                                                                        |
| 24-3-2018                                                              | Willemstad                                                             | Curaçao                                                                | 1 – 1                                                                  | Bolivia                                                                | Amichevole                                                             | -1                                                                     |                                                                        |
| 27-3-2018                                                              | Willemstad                                                             | Curaçao                                                                | 1 – 0                                                                  | Bolivia                                                                | Amichevole                                                             | -1                                                                     |                                                                        |
| 29-5-2018                                                              | Chester                                                                | Stati Uniti                                                            | 3 – 0                                                                  | Bolivia                                                                | Amichevole                                                             | -2                                                                     | 46’                                                                    |
| 7-6-2018                                                               | Innsbruck                                                              | Corea del Sud                                                          | 0 – 0                                                                  | Bolivia                                                                | Amichevole                                                             | -                                                                      |                                                                        |
| 10-9-2018                                                              | Riyad                                                                  | Arabia Saudita                                                         | 2 – 2                                                                  | Bolivia                                                                | Amichevole                                                             | -2                                                                     |                                                                        |
| 26-3-2019                                                              | Kobe                                                                   | Giappone                                                               | 1 – 0                                                                  | Bolivia                                                                | Amichevole                                                             | -1                                                                     | Cap.                                                                   |
| 2-6-2019                                                               | Nantes                                                                 | Francia                                                                | 2 – 0                                                                  | Bolivia                                                                | Amichevole                                                             | -2                                                                     | Cap.                                                                   |
| 15-6-2019                                                              | San Paolo                                                              | Brasile                                                                | 3 – 0                                                                  | Bolivia                                                                | Coppa America 2019 - 1º turno                                          | -3                                                                     |                                                                        |
| 18-6-2019                                                              | Rio de Janeiro                                                         | Bolivia                                                                | 1 – 3                                                                  | Perù                                                                   | Coppa America 2019 - 1º turno                                          | -3                                                                     |                                                                        |
| 22-6-2019                                                              | Belo Horizonte                                                         | Bolivia                                                                | 1 – 3                                                                  | Venezuela                                                              | Coppa America 2019 - 1º turno                                          | -3                                                                     |                                                                        |
| 10-10-2020                                                             | San Paolo                                                              | Brasile                                                                | 5 – 0                                                                  | Bolivia                                                                | Qual. Mondiali 2022                                                    | -5                                                                     |                                                                        |
| 13-10-2020                                                             | La Paz                                                                 | Bolivia                                                                | 1 – 2                                                                  | Argentina                                                              | Qual. Mondiali 2022                                                    | -2                                                                     |                                                                        |
| 14-11-2020                                                             | La Paz                                                                 | Bolivia                                                                | 2 – 3                                                                  | Ecuador                                                                | Qual. Mondiali 2022                                                    | -3                                                                     |                                                                        |
| 18-11-2020                                                             | Asunción                                                               | Paraguay                                                               | 2 – 2                                                                  | Bolivia                                                                | Qual. Mondiali 2022                                                    | -2                                                                     |                                                                        |
| 26-3-2021                                                              | Rancagua                                                               | Cile                                                                   | 2 – 1                                                                  | Bolivia                                                                | Amichevole                                                             | -2                                                                     |                                                                        |
| 4-6-2021                                                               | La Paz                                                                 | Bolivia                                                                | 3 – 1                                                                  | Venezuela                                                              | Qual. Mondiali 2022                                                    | -1                                                                     |                                                                        |
| 9-6-2021                                                               | Santiago del Cile                                                      | Cile                                                                   | 1 – 1                                                                  | Bolivia                                                                | Qual. Mondiali 2022                                                    | -1                                                                     |                                                                        |
| 18-6-2021                                                              | Cuiabá                                                                 | Cile                                                                   | 1 – 0                                                                  | Bolivia                                                                | Coppa America 2021 - 1º turno                                          | -1                                                                     |                                                                        |
| 24-6-2021                                                              | Cuiabá                                                                 | Bolivia                                                                | 0 – 2                                                                  | Uruguay                                                                | Coppa America 2021 - 1º turno                                          | -2                                                                     |                                                                        |
| 28-6-2021                                                              | Rio de Janeiro                                                         | Venezuela                                                              | 0 – 2                                                                  | Argentina                                                              | Coppa America 2019 - Quarti di finale                                  | -2                                                                     | Cap.                                                                   |
| 2-9-2021                                                               | La Paz                                                                 | Bolivia                                                                | 1 – 1                                                                  | Colombia                                                               | Qual. Mondiali 2022                                                    | -1                                                                     |                                                                        |
| 6-9-2021                                                               | Montevideo                                                             | Uruguay                                                                | 4 – 2                                                                  | Bolivia                                                                | Qual. Mondiali 2022                                                    | -4                                                                     |                                                                        |
| 10-9-2021                                                              | Buenos Aires                                                           | Argentina                                                              | 3 – 0                                                                  | Bolivia                                                                | Qual. Mondiali 2022                                                    | -3                                                                     |                                                                        |
| 8-10-2021                                                              | Guayaquil                                                              | Ecuador                                                                | 3 – 0                                                                  | Bolivia                                                                | Qual. Mondiali 2022                                                    | -3                                                                     |                                                                        |
| 10-10-2021                                                             | La Paz                                                                 | Bolivia                                                                | 1 – 0                                                                  | Perù                                                                   | Qual. Mondiali 2022                                                    | -                                                                      |                                                                        |
| 14-10-2021                                                             | La Paz                                                                 | Bolivia                                                                | 4 – 0                                                                  | Paraguay                                                               | Qual. Mondiali 2022                                                    | -                                                                      |                                                                        |
| 12-11-2021                                                             | Lima                                                                   | Perù                                                                   | 3 – 0                                                                  | Bolivia                                                                | Qual. Mondiali 2022                                                    | -3                                                                     |                                                                        |
| 16-11-2021                                                             | La Paz                                                                 | Bolivia                                                                | 3 – 0                                                                  | Uruguay                                                                | Qual. Mondiali 2022                                                    | -                                                                      |                                                                        |
| 21-1-2022                                                              | Sucre                                                                  | Bolivia                                                                | 5 – 0                                                                  | Trinidad e Tobago                                                      | Amichevole                                                             | -                                                                      |                                                                        |
| 28-1-2022                                                              | Barinas                                                                | Venezuela                                                              | 4 – 1                                                                  | Bolivia                                                                | Qual. Mondiali 2022                                                    | -4                                                                     |                                                                        |
| 1-2-2022                                                               | La Paz                                                                 | Bolivia                                                                | 2 – 3                                                                  | Cile                                                                   | Qual. Mondiali 2022                                                    | -3                                                                     |                                                                        |
| 24-9-2022                                                              | Orléans                                                                | Bolivia                                                                | 0 – 2                                                                  | Senegal                                                                | Amichevole                                                             | -2                                                                     |                                                                        |
| 24-3-2023                                                              | Gedda                                                                  | Uzbekistan                                                             | 1 – 0                                                                  | Bolivia                                                                | Amichevole                                                             | -1                                                                     |                                                                        |
| 17-6-2023                                                              | Harrison                                                               | Ecuador                                                                | 1 – 0                                                                  | Bolivia                                                                | Amichevole                                                             | -1                                                                     |                                                                        |
| 31-5-2024                                                              | Chicago                                                                | Messico                                                                | 1 – 0                                                                  | Bolivia                                                                | Amichevole                                                             | -1                                                                     |                                                                        |
| 15-6-2024                                                              | East Hartford                                                          | Colombia                                                               | 3 – 0                                                                  | Bolivia                                                                | Amichevole                                                             | -                                                                      | 46’                                                                    |
| 5-9-2024                                                               | El Alto                                                                | Bolivia                                                                | 4 – 0                                                                  | Venezuela                                                              | Qual. Mondiali 2026                                                    | -                                                                      |                                                                        |
| 10-9-2024                                                              | Santiago del Cile                                                      | Cile                                                                   | 1 – 2                                                                  | Bolivia                                                                | Qual. Mondiali 2026                                                    | -1                                                                     | 45+1’                                                                  |
| Totale                                                                 |                                                                        | Presenze                                                               | 57                                                                     |                                                                        | Reti                                                                   | -104                                                                   |                                                                        |